# Guijo
Guijo är en kommun i Spanien.   Den ligger i provinsen Province of Córdoba och regionen Andalusien, i den centrala delen av landet, 230 km söder om huvudstaden Madrid. Antalet invånare är 411.